# Ilia Frank
Pour les articles homonymes, voir Frank.
Ilia Mikhaïlovitch Frank (en russe : Илья Михайлович Франк), né le 10 octobre 1908 à Saint-Pétersbourg et décédé le 22 juin 1990 à Moscou, est un physicien soviétique. Il est colauréat avec Pavel Tcherenkov et Igor Tamm du prix Nobel de physique de 1958 « pour la découverte et l'interprétation de l'effet Tcherenkov ».

## Biographie
Il est le fils du professeur de mathématiques Mikhaïl Lioudvigovitch Frank et de son épouse Ielizaveta Mikhaïlovna Gratsianova. Après des études à l'université d'État de Moscou, il rejoint en 1930 l'équipe du professeur Alexandre Terenine à Leningrad, puis l'Institut de physique Lebedev de l'Académie des sciences d'URSS en 1934. Il reçoit son doctorat en 1935 et devient professeur en 1944. En 1941, il est chargé de la direction du laboratoire du noyau atomique, à quoi s'ajoute en 1957 la direction du laboratoire des neutrons de l'institut pour la recherche nucléaire.
Frank se marie en 1937 avec l'historienne Ella Abramovna Beilikhis. Ils ont un fils, Alexandre.

## Travaux
Après de premières expériences sur la photoluminescence et la photochimie, il commence en 1934 ses travaux en physique nucléaire auprès de Dmitri Skobeltsyne. Parmi ses contributions les plus significatives, on peut citer ses études de la création de paires de particules par des rayons gamma, de la mesure et de l'utilisation par ce type de rayonnement, ainsi que les bases théoriques de la compréhension de l'effet Tcherenkov.
Frank reçoit le prix Nobel de physique en 1958, en compagnie de Pavel Tcherenkov et Igor Tamm, « pour la découverte et l'interprétation de l'effet Tcherenkov ».

## Distinctions et récompenses
- Membre de l'Académie des sciences d'URSS, 1946
- Prix Nobel de physique, 1958